# Tachysurus
Tachysurus – rodzaj słodkowodnych ryb sumokształtnych z rodziny bagrowatych (Bagridae).

## Występowanie
Chiny, Japonia, Korea, Rosja, Tajwan i Wietnam.

## Klasyfikacja
Gatunki zaliczane do tego rodzaju:
- Tachysurus adiposalis
- Tachysurus argentivittatus
- Tachysurus brashnikowi – kosatok[2]
- Tachysurus brevianalis
- Tachysurus fulvidraco – kosatka pstra[3] (wcześniej „kosatka skrzypiąca”[4])
- Tachysurus herzensteini
- Tachysurus hoi
- Tachysurus longispinalis
- Tachysurus nitidus
- Tachysurus nudiceps
- Tachysurus sinensis
- Tachysurus spilotus
- Tachysurus taiwanensis
- Tachysurus virgatus